# Gothiwang
Gothiwang (nepalski: गोठीवाङ) – gaun wikas samiti w zachodniej części Nepalu w strefie Rapti w dystrykcie Pyuthan. Według nepalskiego spisu powszechnego z 2001 roku liczył on 1011 gospodarstw domowych i 4975 mieszkańców (2815 kobiet i 2160 mężczyzn).